# نيت كيلوغ
نيت كيلوغ (بالإنجليزية: Nate Kellogg)‏ هو لاعب كرة قاعدة أمريكي، ولد في 28 سبتمبر 1858 في Rochester, Iowa ‏ في الولايات المتحدة، وتوفي في 19 يوليو 1923 في بروكلين في الولايات المتحدة.

## وصلات خارجية
- نيت كيلوغ على موقعبيزبول رفرنس.كوم (الدوري الرئيسي) (الإنجليزية)
- نيت كيلوغ على موقعبيزبول رفرنس.كوم (الدوري الثانوي) (الإنجليزية)